# Primera División de Argentina 2011/2012
Primera División de Argentina 2011/2012 var den högsta divisionen i fotboll i Argentina för säsongen 2011/2012 och bestod av två mästerskap - Torneo Apertura och Torneo Clausura. Vardera mästerskap bestod av tjugo lag som spelade en match hemma eller borta vilket innebar 19 matcher per mästerskap. Primera División kvalificerade även lag till Copa Libertadores 2012 och Copa Sudamericana 2012. Efter Torneo Apertura sammanställdes en tabell för helåret 2011, som inkluderade resultaten från Torneo Clausura säsongen 2010/2011. Den tabellen kvalificerade lag till Copa Libertadores 2012 (fem lag) och Copa Sudamericana 2012 (sex lag). 

## Turneringar

### Torneo Apertura
| Nr | Lag                 | S  | V  | O  | F  | GM | IM | MS  | P  |
| -- | ------------------- | -- | -- | -- | -- | -- | -- | --- | -- |
| 1  | Boca Juniors        | 19 | 12 | 7  | 0  | 25 | 6  | +19 | 43 |
| 2  | Racing              | 19 | 7  | 10 | 2  | 16 | 8  | +8  | 31 |
| 3  | Vélez Sarsfield     | 19 | 9  | 4  | 6  | 22 | 17 | +5  | 31 |
| 4  | Belgrano            | 19 | 8  | 7  | 4  | 21 | 16 | +5  | 31 |
| 5  | Colón               | 19 | 8  | 7  | 4  | 19 | 15 | +4  | 31 |
| 6  | Lanús               | 19 | 7  | 8  | 4  | 20 | 14 | +6  | 29 |
| 7  | Tigre               | 19 | 7  | 6  | 6  | 22 | 19 | +3  | 27 |
| 8  | Independiente       | 19 | 7  | 6  | 6  | 18 | 17 | +1  | 27 |
| 9  | San Martín          | 19 | 6  | 8  | 5  | 17 | 14 | +3  | 26 |
| 10 | Atlético de Rafaela | 19 | 8  | 2  | 9  | 22 | 26 | −4  | 26 |
| 11 | Unión               | 19 | 6  | 7  | 6  | 14 | 18 | −4  | 25 |
| 12 | Godoy Cruz          | 19 | 6  | 6  | 7  | 28 | 24 | +4  | 24 |
| 13 | Arsenal             | 19 | 6  | 6  | 7  | 21 | 20 | +1  | 24 |
| 14 | Estudiantes         | 19 | 6  | 5  | 8  | 24 | 24 | 0   | 23 |
| 15 | Argentinos Juniors  | 19 | 5  | 7  | 7  | 18 | 24 | −6  | 22 |
| 16 | All Boys            | 19 | 4  | 9  | 6  | 15 | 23 | −8  | 21 |
| 17 | San Lorenzo         | 19 | 5  | 4  | 10 | 13 | 19 | −6  | 19 |
| 18 | Newell's Old Boys   | 19 | 1  | 13 | 5  | 13 | 18 | −5  | 16 |
| 19 | Olimpo              | 19 | 2  | 10 | 7  | 15 | 25 | −10 | 16 |
| 20 | Banfield            | 19 | 3  | 2  | 14 | 13 | 29 | −16 | 11 |

### Torneo Clausura
| Nr | Lag                 | S  | V  | O  | F  | GM | IM | MS  | P  |
| -- | ------------------- | -- | -- | -- | -- | -- | -- | --- | -- |
| 1  | Arsenal             | 19 | 11 | 5  | 3  | 30 | 15 | +15 | 38 |
| 2  | Tigre               | 19 | 10 | 6  | 3  | 29 | 15 | +14 | 36 |
| 3  | Vélez Sarsfield     | 19 | 9  | 6  | 4  | 26 | 15 | +11 | 33 |
| 4  | Boca Juniors        | 19 | 9  | 6  | 4  | 30 | 20 | +10 | 33 |
| 5  | All Boys            | 19 | 9  | 6  | 4  | 21 | 12 | +9  | 33 |
| 6  | Newell's Old Boys   | 19 | 9  | 5  | 5  | 26 | 19 | +7  | 32 |
| 7  | Colón               | 19 | 7  | 8  | 4  | 24 | 18 | +6  | 29 |
| 8  | Argentinos Juniors  | 19 | 7  | 6  | 6  | 16 | 15 | +1  | 27 |
| 9  | Estudiantes         | 19 | 7  | 6  | 6  | 23 | 24 | −1  | 27 |
| 10 | Lanús               | 19 | 7  | 5  | 7  | 19 | 18 | +1  | 26 |
| 11 | Unión               | 19 | 5  | 10 | 4  | 21 | 20 | +1  | 25 |
| 12 | San Lorenzo         | 19 | 6  | 7  | 6  | 22 | 23 | −1  | 25 |
| 13 | Atlético de Rafaela | 19 | 6  | 6  | 7  | 26 | 24 | +2  | 24 |
| 14 | Belgrano            | 19 | 6  | 6  | 7  | 17 | 20 | −3  | 24 |
| 15 | San Martín          | 19 | 6  | 4  | 9  | 21 | 29 | −8  | 22 |
| 16 | Independiente       | 19 | 5  | 5  | 9  | 22 | 28 | −6  | 20 |
| 17 | Racing              | 19 | 5  | 4  | 10 | 18 | 26 | −8  | 19 |
| 18 | Godoy Cruz          | 19 | 2  | 8  | 9  | 11 | 25 | −14 | 14 |
| 19 | Olimpo              | 19 | 3  | 4  | 12 | 20 | 34 | −14 | 13 |
| 20 | Banfield            | 19 | 2  | 5  | 12 | 15 | 37 | −22 | 11 |

## Kvalificering för internationella turneringar
För kvalificeringen till internationella turneringar slogs tabellen för Clausura 2011 och Apertura 2011 ihop och kvalificerade lag till Copa Libertadores 2011 och Copa Sudamericana 2012. Till Copa Libertadores kvalificerade mästaren av Clausura 2011 (Vélez Sarsfield), Apertura 2011 (Boca Juniors), det laget som presterade bäst i Copa Sudamericana 2011 (Arsenal) och utöver dessa de två främsta lagen som inte redan kvalificerat sig i den sammanlagda tabellen (Lanús och Godoy Cruz). Till Copa Sudamericana kvalificerade sig mästarna av Copa Argentina 2011/2012 (Boca Juniors) samt de fem främsta lagen som inte redan tidigare blivit kvalificerade (Independiente, Racing, Tigre, Argentinos Juniors och Belgrano).
| Nr | Lag                 | S  | V  | O  | F  | GM | IM | MS  | P  |
| -- | ------------------- | -- | -- | -- | -- | -- | -- | --- | -- |
| 1  | Boca Juniors        | 38 | 19 | 14 | 5  | 50 | 28 | +22 | 71 |
| 2  | Vélez Sarsfield     | 38 | 21 | 7  | 10 | 58 | 34 | +24 | 70 |
| 3  | Lanús               | 38 | 17 | 13 | 8  | 49 | 30 | +19 | 64 |
| 4  | Godoy Cruz          | 38 | 16 | 10 | 12 | 61 | 52 | +9  | 58 |
| 5  | Independiente       | 38 | 14 | 14 | 10 | 48 | 37 | +11 | 56 |
| 6  | Racing              | 38 | 14 | 12 | 12 | 41 | 34 | +7  | 54 |
| 7  | Tigre               | 38 | 13 | 13 | 12 | 47 | 45 | +2  | 52 |
| 8  | Argentinos Juniors  | 38 | 12 | 16 | 10 | 34 | 35 | −1  | 52 |
| 9  | Belgrano            | 38 | 14 | 10 | 14 | 39 | 42 | −3  | 52 |
| 10 | Arsenal             | 38 | 12 | 13 | 13 | 46 | 42 | +4  | 49 |
| 11 | Estudiantes         | 38 | 12 | 11 | 15 | 42 | 43 | −1  | 47 |
| 12 | Olimpo              | 38 | 10 | 16 | 12 | 43 | 48 | −5  | 46 |
| 13 | All Boys            | 38 | 11 | 13 | 14 | 29 | 42 | −13 | 46 |
| 14 | San Lorenzo         | 38 | 10 | 12 | 16 | 32 | 36 | −4  | 42 |
| 15 | Banfield            | 38 | 10 | 9  | 19 | 37 | 52 | −15 | 39 |
| 16 | Newell's Old Boys   | 38 | 5  | 17 | 16 | 29 | 50 | −21 | 32 |
| 17 | Belgrano            | 19 | 8  | 7  | 4  | 21 | 16 | +5  | 31 |
| 18 | San Martín (SJ)     | 19 | 6  | 8  | 5  | 17 | 14 | +3  | 26 |
| 19 | Atlético de Rafaela | 19 | 8  | 2  | 9  | 22 | 26 | −4  | 26 |
| 20 | Unión               | 19 | 6  | 7  | 6  | 14 | 18 | −4  | 25 |

Färgkoder:
     – Kvalificerade för Copa Libetadores 2012.

     – Kvalificerade för Copa Sudamericana 2012.

## Nedflyttningstabell
För nedflyttning till den näst högsta divisionen sammanställdes en speciell nedflyttningstabell. Den sammanlagda poängen från de tre senaste säsongerna slogs ihop och dividerades med antal spelade matcher, varvid ett poängsnitt räknades ut. De två lag med sämst poängsnitt flyttades ner och de två lag med näst sämst poängsnitt gick till nedflyttningskval mot lag från den näst högsta divisionen.
| Nr | Lag                 | 2009/2010 | 2010/2011 | 2011/2012 | Poäng | Matcher | Poängsnitt |
| -- | ------------------- | --------- | --------- | --------- | ----- | ------- | ---------- |
| 1  | Vélez Sársfield     | 61        | 82        | 64        | 207   | 114     | 1.816      |
| 2  | Estudiantes         | 71        | 69        | 50        | 190   | 114     | 1.667      |
| 3  | Lanús               | 60        | 63        | 55        | 178   | 114     | 1.561      |
| 4  | CA Boca Juniors     | 47        | 53        | 76        | 176   | 114     | 1.544      |
| 5  | Argentinos Juniors  | 73        | 54        | 49        | 176   | 114     | 1.544      |
| 6  | Arsenal             | 46        | 57        | 62        | 165   | 114     | 1.447      |
| 7  | Belgrano            | —         | —         | 55        | 55    | 38      | 1.447      |
| 8  | Colón               | 55        | 47        | 60        | 162   | 114     | 1.421      |
| 9  | Newell's Old Boys   | 69        | 42        | 48        | 159   | 114     | 1.395      |
| 10 | Independiente       | 68        | 43        | 47        | 158   | 114     | 1.386      |
| 11 | All Boys            | —         | 51        | 54        | 105   | 76      | 1.382      |
| 12 | Godoy Cruz          | 53        | 63        | 38        | 154   | 114     | 1.351      |
| 13 | Unión               | —         | —         | 50        | 50    | 38      | 1.316      |
| 14 | Atlético de Rafaela | —         | —         | 50        | 50    | 38      | 1.316      |
| 15 | Racing              | 46        | 52        | 50        | 148   | 114     | 1.298      |
| 16 | Tigre               | 32        | 50        | 63        | 145   | 114     | 1.272      |
| 17 | San Martín          | —         | —         | 48        | 48    | 38      | 1.263      |
| 18 | San Lorenzo         | 52        | 47        | 44        | 143   | 114     | 1.254      |
| 19 | Banfield            | 73        | 47        | 22        | 142   | 114     | 1.246      |
| 20 | Olimpo              | —         | 48        | 29        | 77    | 76      | 1.013      |

### Nedflyttningskval
Ett nedflyttningskval spelades mellan lag från den näst högsta divisionen och den högsta divisionen. Lagen mötte varandra parvis i dubbelmöten. Vinnarna antingen klev upp eller stannade kvar i den högsta divisionen, medan förlorarna fick spela i den näst högsta divisionen kommande säsong. Om lagen spelade helt lika över två matcher så stannade båda lagen i sina respektive divisioner.
| Lag 1                                                             | Resultat | Lag 2           | Match 1 | Match 2 |
| ----------------------------------------------------------------- | -------- | --------------- | ------- | ------- |
| Rosario Central                                                   | 0–0      | San Martín (SJ) | 0–0     | 0–0     |
| Rosario Central till Primera B; San Martín till Primera División. |          |                 |         |         |
| Instituto                                                         | 1–3      | San Lorenzo     | 0–2     | 1–1     |
| Instituto till Primera B; San Lorenzo till Primera División.      |          |                 |         |         |